# Ruby Barker
Ruby Barker, née le 23 décembre 1996 est une actrice britannique. Elle est surtout connue pour avoir joué Marina dans le drame d'époque de Netflix La Chronique des Bridgerton (2020-2022). Elle reçoit le prix de la meilleure actrice au British Urban Film Festival (en) pour son rôle principal dans le film How to Stop a Recurring Dream (en) (2020).

## Jeunesse
Barker est née à Islington de parents irlandais et montserratien. Elle rejoint sa sœur Harriet dans le système de placement familial juste après sa naissance, et les deux sont adoptées. Barker passe sa petite enfance à Londres et Winchester avant de s'installer à Glasgow jusqu'à son adolescence. Alors qu'elle vit à Glasgow, elle suit des cours le week-end à l'Elizabeth Murray School of Dance. Sa première expérience d'actrice a lieu dans une publicité de la RBS.
Ses parents se séparent finalement et Barker déménage à Church Fenton, un village du district de Selby dans le Yorkshire, avec sa mère et sa belle-mère. Elle fréquente le lycée Tadcaster à proximité,. Elle prévoyait d'étudier les relations internationales à la London School of Economics après avoir pris une année sabbatique, mais décide plutôt de poursuivre des études d'art dramatique. Elle travaille au National Railway Museum à York tout en participant à des productions théâtrales locales.

## Carrière
Barker joue Mercy et Titivillus dans la production 2015 du Centre national de musique ancienne de Mankind. Elle est découverte par Phillip Breen, directeur de la Royal Shakespeare Company, qui la choisie pour incarner Mary dans les Mystères d'York de 2016 et l'aide à signer avec une agence,. Barker commence ensuite à apparaître à la télévision, décrochant un rôle récurrent en tant que Daisie dans la cinquième série de la série fantastique pour adolescents de CBBC Wolfblood : Le Secret des loups. En 2018, Barker joue le rôle de la soldate Sarah Findlay dans la pièce Of Close Quarters aux théâtres de Sheffield.
En 2020, Barker commence à interpréter Marina dans le drame d'époque de Netflix produit par Shondaland, La Chronique des Bridgerton. Elle fait ses débuts au cinéma aux côtés de Lily-Rose Aslandogdu dans le thriller How to Stop a Recurring Dream (en),. Pour sa performance, elle reçoit le prix de la meilleure actrice au British Urban Film Festival (en). En 2022, Barker fait ses débuts sur scène à Londres dans Running with Lions au Lyric Theatre de Hammersmith.
En 2023, elle obtient un des rôles principaux du film d'horreur Baghead aux côtés de Freya Allan et Jeremy Irvine.

## Vie privée
Barker est hospitalisée en 2022 pour des raisons de santé mentale, déclarant qu'elle était « vraiment malade depuis très longtemps » et qu'elle avait « tout ce traumatisme intergénérationnel regroupé en elle ». Elle sort de l'hôpital le 30 mai 2022,.
En mars 2024, elle est hospitalisée après avoir fait une chute et s'être cassé le bras pendant une partie d'escalade en salle.

## Filmographie

### Cinéma
| Année | Titre                              | Rôle   |
| ----- | ---------------------------------- | ------ |
| 2020  | How to Stop a Recurring Dream (en) | Yakira |
| 2024  | Baghead                            | Katie  |

### Télévision
| Année      | Titre                           | Rôle                                | Remarques                                                   |
| ---------- | ------------------------------- | ----------------------------------- | ----------------------------------------------------------- |
| 2017       | Wolfblood : Le Secret des loups | Marguerite                          | 6 épisodes                                                  |
| 2017, 2019 | Doctors                         | Nina Hobbs / Shelley Williams       | 2 épisodes                                                  |
| 2020       | Cobra                           | Géorgie Nixon                       | 1 épisode                                                   |
| 2020-2022  | La Chronique des Bridgerton     | Marina Thompson / Dame Marina Crane | Rôle principal (saison 1) ; invitée (saison 2) : 9 épisodes |

### Théâtre
| Année | Titre              | Rôle                  | Directeur            | Lieu                                | Réf.   |
| ----- | ------------------ | --------------------- | -------------------- | ----------------------------------- | ------ |
| 2015  | Mankind            | Mercy / Titivillus    | Laura Elizabeth-Rice | Centre National de Musique Ancienne | [ 2 ]  |
| 2016  | Mystères d'York    | Mary                  |                      | Cathédrale d'York, York             | [ 18 ] |
| 2018  | Of Close Quarters  | Soldate Sarah Findlay | Kate Wasserberg      | Théâtres de Sheffield               | [ 19 ] |
| 2022  | Running With Lions | Imani                 | Sian Carter          | Théâtre Lyrique                     | [ 20 ] |